# Silvina Ocampo
Silvina Ocampo (ur. 28 lipca 1903 w Buenos Aires, zm. 14 grudnia 1993 tamże) – argentyńska poetka, autorka opowiadań i artystka.

## Życiorys
Urodziła się 28 lipca 1903 roku w Buenos Aires, w zamożnej rodzinie, jako najmłodsza z sześciu sióstr. Jedną z jej sióstr była Victoria Ocampo, która prowadziła wpływowy magazyn literacki „Sur”.
Początkowo Silvina Ocampo zajmowała się sztukami plastycznymi. W wieku 26 lat wyjechała do Paryża, by rozwijać techniki rysunku i malarstwa. Na miejscu dołączyła do diaspory argentyńskich artystów oraz pobierała lekcje malarstwa u Fernanda Légera i Giorgio de Chirico. Ostatecznie jednak porzuciła sztuki plastyczne na rzecz literatury. Po powrocie do Argentyny związała się z Adolfo Bioy Casaresem i zaprzyjaźniła z Jorge Luisem Borgesem, który został świadkiem pary na ślubie w 1940 roku.
Zadebiutowała w 1937 roku zbiorem opowiadań Viaje olvidado, a trzy lata później z mężem i Borgesem przygotowała antologię literatury fantastycznej, zawierającą utwory takich pisarzy, jak Petroniusz, Pu Songling, czy Edgar Allan Poe. W 1942 roku ukazał się jej pierwszy tomik poezji Enumeración de la patria, a cztery lata później Los que aman odian – powieść policyjna, którą napisała wraz z mężem. Tworzyła przede wszystkim opowiadania i poezję, choć zajmowała się również tłumaczeniem – przekładała brytyjską i amerykańską poezję, w tym utwory Emily Dickinson.
Proza Ocampo charakteryzuje się mroczną atmosferą pełną paradoksów i zaskakujących sytuacji, z wczesnymi opowiadaniami tworzonymi w duchu dziewiętnastowiecznego horroru. Jej dojrzałe utwory wytrącają z równowagi zwykłą, mieszczańską codzienność niepokojącymi wydarzeniami i okrucieństwem. Twórczość Ocampo została wyróżniona licznymi nagrodami, w tym Premio Municipal de Literatura (1954), Premio Nacional de Poesía (1962), czy stypendium Guggenheima.
Zmarła 14 grudnia 1993 roku w Buenos Aires, została pochowana na Cementerio de la Recoleta.
W języku polskim jej opowiadania ukazały się w tłumaczeniu Tomasza Pindla w antologii Opowieści niesamowite z Hispanoameryki (Państwowy Instytut Wydawniczy 2022), oraz na łamach „Literatury na Świecie” w tłumaczeniu Ewy Kobyłeckiej-Piwońskiej (2022).

## Twórczość

### zbiory opowiadań
- Viaje olvidado, 1937
- Autobiografía de Irene, 1948
- La furia y otros cuentos, 1959
- Las invitadas, 1961
- El Pecado Mortal (antologia), 1966
- Informe del cielo y del infierno (antologia) 1970
- Los días de la noche, 1970
- El cofre volante (opowiadania dla dzieci), 1974
- El tobogán (dla dzieci), 1975
- El caballo alado (dla dzieci), 1976
- La naranja maravillosa (dla dzieci), 1977
- Canto Escolar (dla dzieci), 1979
- Y así sucesivamente, 1987
- Cornelia frente al espejo, 1988[3]

### poezja
- Enumeración de la patria, 1942
- Espacios métricos, 1945
- Sonetos del jardín, 1947
- Poemas de amor desesperado, 1949
- Los nombres, 1953
- Lo amargo por dulce, 1962
- Amarillo celeste, 1972
- Árboles de Buenos Aires, 1979
- Breve Santoral, 1985
- Las reglas del secreto (antologia), 1991[3]